# Estação de Attleborough
A Estação de Attleborough é a estação ferroviária que serve a  cidade
de com o mesmo nome, no condado de Norfolk, Inglaterra.
| operavam       | Localização | trens     | Freqüência  |
| -------------- | --- | --------- | ----------- |
| Greater Anglia | Norwich – Wymondham – Spooner Row – Attleborough – Eccles Road – Harling Road – Thetford – Brandon – Lakenheath – Shippea Hill - Ely - Cambridge | Class 170 | 1x por hora |